# Central City (Colorado)
Central City és una població dels Estats Units a l'estat de Colorado. Segons el cens del 2000 tenia 515 habitants.

## Demografia
Segons el cens del 2000, Central City tenia 515 habitants, 261 habitatges, i 101 famílies. La densitat de població era de 105,2 habitants per km².
Dels 261 habitatges en un 17,6% hi vivien nens de menys de 18 anys, en un 26,8% hi vivien parelles casades, en un 8,8% dones solteres, i en un 61,3% no eren unitats familiars. En el 43,3% dels habitatges hi vivien persones soles el 6,1% de les quals corresponia a persones de 65 anys o més que vivien soles. El nombre mitjà de persones vivint en cada habitatge era d'1,97 i el nombre mitjà de persones que vivien en cada família era de 2,76.
Per edats la població es repartia de la següent manera: un 16,5% tenia menys de 18 anys, un 10,1% entre 18 i 24, un 34% entre 25 i 44, un 30,9% de 45 a 60 i un 8,5% 65 anys o més.
L'edat mediana era de 39 anys. Per cada 100 dones de 18 o més anys hi havia 115 homes.
La renda mediana per habitatge era de 30.921 $ i la renda mediana per família de 31.667 $. Els homes tenien una renda mediana de 32.917 $ mentre que les dones 25.446 $. La renda per capita de la població era de 26.465 $. Entorn del 7,4% de les famílies i el 12,3% de la població estaven per davall del llindar de pobresa.

## Poblacions més properes
El següent diagrama mostra les poblacions més properes.